# ブネイ・メナシェ
ブネイ・メナシェ（ヘブライ語: בני מנשה、メナシェの子どもたちの意）とは、インド北東部（マニプールとミゾラム）の少数派ユダヤ人。
失われたユダヤ10支族の1つであるマナセ人（メナシェ族）の末裔という言い伝えを持つが、チベット＝ビルマ系の山岳狩猟部族の系統に属し、永らくアニミズムを信仰していた。しかし、19世紀後半から20世紀初頭にかけて、宣教師の影響でほぼ全員がキリスト教に改宗。
1953年、部族の長がイスラエル帰還の夢を見たのをきっかけに、突如としてユダヤ教に回心。一度は部族ぐるみで徒歩によるイスラエル移住を図るも、大自然に阻まれて挫折。しかしこれ以降、徐々にユダヤ教徒が増えていき、1972年までには数百人の部族民はユダヤ教の信仰に戻っていたという。20世紀後半、彼らの主張を調査していたユダヤ教ラビが彼らの主張に基いて、彼らをブネイ・メナシェと名付けた。ミャンマーからインド北東部にかけて、ミゾ、クキ、チンといった名前でよばれるチベット・ビルマ系の言語を話す少数民族が分布、彼らは同じチベット・ビルマ語族といってもしばしば互いに言葉が通じないほど異なることも多いが、歴史的なつながりや相互の交流等もあって同系統の民族とされている。これらの一部からユダヤ教徒となる者が出た形である。

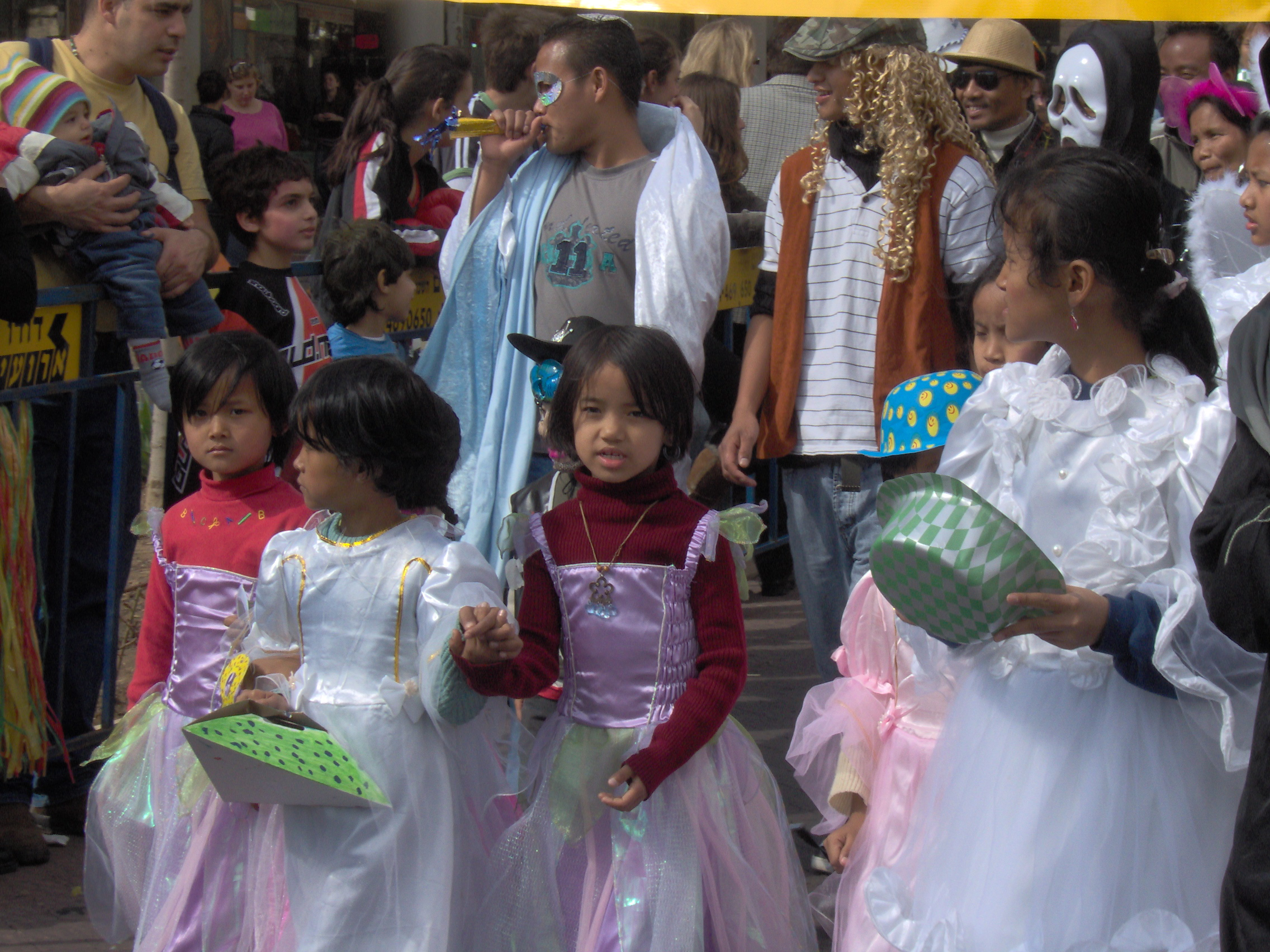
イスラエルに移住したブネイ・メナシェ

イスラエルのユダヤ人団体はこれを知り、ブネイ・メナシェをイスラエルに移住させるべく尽力。この結果、1994年から2003年にかけて800人のブネイ・メナシェはイスラエルのユダヤ人入植地に移民した。彼らの入植地はガザ地区やヨルダン川西岸地区など、特に争いの多い地域である。彼らがイスラエル入植を許されたのは、パレスチナ問題での領土争いを背景に、ガザ地区やヨルダン川西岸地区でのユダヤ人口を増やし、これらの地区におけるイスラエルの覇権を既成事実化したいというイスラエル政府の意向が関係していたともいわれる。また、イスラエル現地ではこれを経済移民として捉える向きも多いという。
2004年、セファルディムの主席ラビであるシュロモ・アマルから、正式にメナシェ族の末裔として認定を受ける。ただし彼らがメナシェ族の末裔であるとの人類学的な根拠は薄く、アマルの決定は民族的なものというよりもむしろ政治的なものであったといわれている。これ以降、ブネイ・メナシェは帰還法のもとに堂々とイスラエルに移住できるようになったが、彼らは永らくユダヤ教から離れていたため、イスラエル移住には完全な改宗を経ることという条件が付けられた。
2005年9月、ラビ委員会によって700人のブネイ・メナシェは完全にユダヤ教へ改宗。この段階で、9000人が改宗手続を待っていた。
2005年11月、インド国民であるブネイ・メナシェをユダヤ教に改宗させてイスラエルに移民させることについてインド政府から抗議を受けたため、イスラエル政府はブネイ・メナシェの改宗を中止すると決定。武器輸出の得意先であるインドから不興を買うのを恐れたためといわれている。
イスラエル政府はガザとヨルダン川西岸からのユダヤ移民の引揚を決定したため、2005年以降、ブネイ・メナシェの立場は極めて不安定になっている。